# Barat Paya Itik
Barat Paya Itik is een bestuurslaag in het regentschap Aceh Utara van de provincie Atjeh, Indonesië. Barat Paya Itik telt 236 inwoners (volkstelling 2010).